# Kirgizië op de Olympische Spelen
Kirgizië is een van de landen die deelneemt aan de Olympische Spelen. Kirgizië debuteerde op de Winterspelen van 1994. Twee jaar later, in 1996, kwam het voor het eerst uit op de Zomerspelen.
Tot 1991 was het land als de SSR Kirgizië onderdeel van de Sovjet-Unie en namen de Kirgiziërs (eventueel) deel als lid van het Sovjetteam. In 1992 werd er op de Zomerspelen deelgenomen met het Gezamenlijk team op de Olympische Spelen.
In 2022 nam Kirgizië voor de achtste keer aan de Winterspelen, Parijs 2024 was de achtste deelname aan de Zomerspelen.

## Medailles en deelnames
Er werden dertien medailles gewonnen, alle op de Zomerspelen. De eerst medaille werd in 2000 bij het judoën behaald door Aidyn Smagulov die een bronzen medaille bij de extra-lichtgewichten won. In 2008 werden er twee medailles in het worstelen behaald, waaronder de eerste zilveren door de lichtgewicht Kanatbek Begliev in de discipline Grieks-Romeins. In 2016 kreeg Bazar Bazarguruev alsnog de bronzen medaille toegewezen voor zijn prestatie bij de lichtgewichten (-60 kg) in de vrije stijl worstelen op de OS 2008. Op de Spelen van 2020 werden er drie aan toe gevoegd, weer alle drie in het worstelen en twee ervan waren de eerste medailles door vrouwen behaald.

### Overzicht
De tabel geeft een overzicht van de jaren waarin werd deelgenomen, het aantal gewonnen medailles en de eventuele plaats in het medailleklassement.
| Zomerspelen | Zomerspelen | Zomerspelen | Zomerspelen | Zomerspelen | Zomerspelen |        | Winterspelen | Winterspelen | Winterspelen | Winterspelen | Winterspelen | Winterspelen |
| Jaar        | Goud        | Zilver      | Brons       | Totaal      | Rang        | Jaar   | Goud         | Zilver       | Brons        | Totaal       | Rang         |              |
| 1996        | 0           | 0           | 0           | 0           | -           | 1994   | 0            | 0            | 0            | 0            | -            |              |
| 2000        | 0           | 0           | 1           | 1           | 71          | 1998   | 0            | 0            | 0            | 0            | -            |              |
| 2004        | 0           | 0           | 0           | 0           | -           | 2002   | 0            | 0            | 0            | 0            | -            |              |
| 2008        | 0           | 1           | 2           | 3           | ?           | 2006   | 0            | 0            | 0            | 0            | -            |              |
| 2012        | 0           | 0           | 0           | 0           | -           | 2010   | 0            | 0            | 0            | 0            | -            |              |
| 2016        | 0           | 0           | 0           | 0           | -           | 2014   | 0            | 0            | 0            | 0            | -            |              |
| 2020        | 0           | 2           | 1           | 3           | 70          | 2018   | 0            | 0            | 0            | 0            | -            |              |
| 2024        | 0           | 2           | 4           | 6           | 68          | 2022   | 0            | 0            | 0            | 0            | -            |              |
| Totaal      | 0           | 5           | 8           | 13          |             | Totaal | 0            | 0            | 0            | 0            |              |              |
| Tot. Z+W    | 0           | 5           | 8           | 13          |             |        |              |              |              |              |              |              |

### Per deelnemer
| Editie | Sport     | Olympiër               | Onderdeel                                   | Medaille |
| ------ | --------- | ---------------------- | ------------------------------------------- | -------- |
| 2000   | Judo      | Aidyn Smagulov         | extra-lichtgewicht (m)                      | Brons    |
| 2008   | Worstelen | Kanatbek Begliev       | grieks-romeins, lichtgewicht (-66 kg) (m)   | Zilver   |
| 2008   | Worstelen | Ruslan Tumenbaev       | grieks-romeins, vedergewicht (-60 kg) (m)   | Brons    |
| 2008   | Worstelen | Bazar Bazarguruev      | vrije stijl, tot 60 kg (m)                  | *        |
| 2020   | Worstelen | Akzjol Machmoedov      | grieks-romeins, weltergewicht (-77 kg) (m)  | Zilver   |
| 2020   | Worstelen | Ajsoeloeoe Tynbybekova | vrije stijl, middengewicht (-62 kg) (v)     | Zilver   |
| 2020   | Worstelen | Meerim Zjoemanazarova  | vrije stijl, lichtzwaargewicht (-68 kg) (v) | Brons    |

* Deze bronzen medaille werd in 2016 alsnog toegewezen.
Afghanistan · Albanië · Algerije · Amerikaans-Samoa · Amerikaanse Maagdeneilanden · Andorra · Angola · Antigua en Barbuda · Argentinië · Armenië · Aruba · Australië · Azerbeidzjan · Bahama's · Bahrein · Bangladesh · Barbados · België · Belize · Benin · Bermuda · Bhutan · Bolivia · Bosnië en Herzegovina · Botswana · Brazilië · Britse Maagdeneilanden · Brunei · Bulgarije · Burkina Faso · Burundi · Cambodja · Canada · Centraal-Afrikaanse Republiek · Chili · China · Chinees Taipei · Colombia · Comoren · Congo-Brazzaville · Congo-Kinshasa · Cookeilanden · Costa Rica · Cuba · Cyprus · Denemarken · Djibouti · Dominica · Dominicaanse Republiek · Duitsland · Ecuador · Egypte · El Salvador · Equatoriaal-Guinea · Eritrea · Estland · Ethiopië · Fiji · Filipijnen · Finland · Frankrijk · Gabon · Gambia · Georgië · Ghana · Grenada · Griekenland · Groot-Brittannië · Guam · Guatemala · Guinee · Guinee-Bissau · Guyana · Haïti · Honduras · Hongarije · Hongkong · Ierland · IJsland · India · Indonesië · Irak · Iran · Israël · Italië · Ivoorkust · Jamaica · Japan · Jemen · Jordanië · Kaaimaneilanden · Kaapverdië · Kameroen · Kazachstan · Kenia · Kirgizië · Kiribati · Koeweit · Kosovo · Kroatië · Laos · Lesotho · Letland · Libanon · Liberia · Libië · Liechtenstein · Litouwen · Luxemburg · Madagaskar · Malawi · Malediven · Maleisië · Mali · Malta · Marokko · Marshalleilanden · Mauritanië · Mauritius · Mexico · Micronesië · Moldavië · Monaco · Mongolië · Montenegro · Mozambique · Myanmar · Namibië · Nauru · Nederland · Nepal · Nicaragua · Nieuw-Zeeland · Niger · Nigeria · Noord-Korea · Noord-Macedonië · Noorwegen · Oeganda · Oekraïne · Oezbekistan · Oman · Oost-Timor · Oostenrijk · Pakistan · Palau · Palestina · Panama · Papoea-Nieuw-Guinea · Paraguay · Peru · Polen · Portugal · Puerto Rico · Qatar · Roemenië · Rusland · Rwanda · Saint Kitts en Nevis · Saint Lucia · Saint Vincent en de Grenadines · Salomonseilanden · Samoa · San Marino · Saoedi-Arabië · Sao Tomé en Principe · Senegal · Servië · Seychellen · Sierra Leone · Singapore · Slovenië · Slowakije · Somalië · Spanje · Sri Lanka · Soedan · Suriname · Swaziland · Syrië · Tadzjikistan · Tanzania · Thailand · Togo · Tonga · Trinidad en Tobago · Tsjaad · Tsjechië · Tunesië · Turkije · Turkmenistan · Tuvalu · Uruguay · Vanuatu · Venezuela · Verenigde Arabische Emiraten · Verenigde Staten · Vietnam · Wit-Rusland · Zambia · Zimbabwe · Zuid-Afrika · Zuid-Korea · Zuid-Soedan · Zweden · Zwitserland
Historische landen: Bohemen · Bondsrepubliek Duitsland · Brits-Indië · Duitse Democratische Republiek · Joegoslavië · Malaya · Nederlandse Antillen · Noord-Borneo · Noord-Jemen · Saarland · Servië en Montenegro · Sovjet-Unie · Tsjecho-Slowakije · West-Indische Federatie · Zuid-Jemen
Bijzondere deelnames: Onafhankelijke olympische atleten · Vluchtelingenteam 
 Australazië · Duits Eenheidsteam · Gemengd team · Gezamenlijk Team